# Primula leskeniensis
Primula leskeniensis är en viveväxtart som beskrevs av Jurij Ivanovich Koss. Primula leskeniensis ingår i släktet vivor, och familjen viveväxter. Inga underarter finns listade i Catalogue of Life.